# Windows Live Writer
Windows Live Writer is een freeware-computerprogramma en maakt deel uit van de suite Windows Live Essentials ontwikkeld door Microsoft. Het is een wysiwyg-editor en momenteel compatibel met een lange lijst prominente blogs-websites, zoals Windows Live Spaces, SharePoint-blogs, Blogger, LiveJournal, TypePad, WordPress, Telligent Community, PBlogs.gr, JournalHome, MetaWeblog, Movable Type, Blogengine, Square space — en blogs, inclusief MediaWiki, die XML-formaat Really Simple Discovery (RSD) ondersteunen.

## Geschiedenis
Windows Live Writer is gebaseerd op Onfolio Writer, een product dat Microsoft verkreeg bij de overname van Onfolio. De eerste stabiele uitgave 2008 werd uitgegeven op 6 november 2007. Er zijn vele opvallende veranderingen ondergaan tegenover eerdere testversies:
- Nieuwe bewerkingsmogelijkheden, waaronder een spellingcontrole die nakijkt terwijl er getypt wordt, tabellen bewerken, mogelijkheid om categorieën toe te voegen, pagina's schrijven voor WordPress en TypePad, verbeterd systeem voor hyperlinks en afbeeldingen invoegen, en een nieuwe "Plakken speciaal"-functie.
- Verbeterde integratie, waaronder SharePoint Server 2007 ondersteuning, nieuwe API's die speciale extensies van weblogaanbieders toestaan, automatische synchronisatie van zowel lokale als online bewerkingen, integratie met Windows Live Gallery en ondersteuning voor "Blogger Labels".
- Nieuwe gebruikersinterface, waaronder een nieuw logo en verbeterde toegankelijkheid en toetsenbordondersteuning.

Windows Live Writer versie 2009 werd uitgegeven op 15 december 2008 als onderdeel van de Windows Live Essentials-suite. Op 24 juni 2010 werd een bètaversie van Windows Live Writer "Wave 4" publiek uitgebracht. Deze bracht de nieuwe Ribbon-GUI. Op 30 september 2010 werd Windows Live Writer 2011 uitgebracht. Op 2 oktober 2012 volgde versie 2012 (16.4.3505.0912).